# Icade
Icade ist ein börsennotiertes französisches Unternehmen, das Immobilien verwaltet und entwickelt. Icade investiert sowohl in Wohn- und Gewerbeimmobilien, als auch in Gesundheitseinrichtungen. Der geographische Hauptfokus für Investitionen liegt im Großraum Paris und anderen französischen Metropolregionen.
Seinen Ursprung hat das Unternehmen in der Wohnungsbaugesellschaft Société Centrale Immobilière de la Caisse des Dépôts (SCIC), die 1954 durch die staatliche Caisse des Dépôts gegründet wurde. Ziel war die Linderung der Wohnungsknappheit nach dem Zweiten Weltkrieg. Durch die konsequente Verwendung von vorgefertigten Bauelementen konnten bis Ende 1956 rund 41.800 Wohneinheiten fertiggestellt werden. Im Jahr 1964 baute die SCIC das erste Krankenhaus, das durch die Gesellschaft projektiert wurde. In den folgenden Jahren war die SCIC an einer Vielzahl von Krankenhausneubauten beteiligt. Rund ein Drittel aller französischer Krankenhäuser wurde in den 1960er Jahren unter der Planung der SCIC fertiggestellt. Erst seit 1994 konzentriert sich das Unternehmen zunehmend auch auf Büroimmobilien. Im Jahr 2003 fand eine Umfirmierung von SCIC in Icade statt. Durch den Verkauf eines Teils der Anteile an Icade durch die Caisse des Dépôts im Zuge eines Börsengangs wurde Icade 2006 teilprivatisiert. Durch den Verkauf des Wohnungsbaugeschäfts 2009 entstand eine Immobiliengesellschaft, die sich hauptsächlich nur noch auf Büroimmobilien und Gebäude für den Gesundheitssektor beschränkt.
Die Aktien von Icade sind Bestandteil der Aktienindizes CAC Mid 60 und Next 150. Hauptaktionär der Gesellschaft ist die Caisse des Dépôts mit einem Anteil von 38,77 % (Stand: April 2019).